# Potter Peninsula
Potter Peninsula är en udde i Antarktis. Den ligger i Sydshetlandsöarna. Argentina, Chile och Storbritannien gör anspråk på området.
Terrängen inåt land är huvudsakligen kuperad, men västerut är den platt. Havet är nära Potter Peninsula åt sydväst. Trakten är glest befolkad. Närmaste befolkade plats är Vicente Station, 19,5 kilometer nordost om Potter Peninsula. 